# Nehemiah Persoff
Nehemiah Persoff (Jeruzsálem, 1919. augusztus 2. – San Luis Obispo, 2022. április 5.) amerikai színész.

## Élete és pályafutása
1919. augusztus 2-án született Jeruzsálemben. 1929-ben emigrált családjával az Egyesült Államokba. A második világháború idején a hadseregben szolgált, majd egy metró villanyszerelőjeként dolgozott, miközben a New York-i színházban folytatta színészi karrierjét. 1947-ben felvételt nyert az Actors Stúdióba és 1948-ban kezdetét vette színészi karrierje.
Karrierje során számos filmben és tévéfilmben szerepelt, hangját szinkronszínészként is kölcsönözte. Az 1980-as években romlani kezdett egészségi állapota, ami miatt egyre kevesebb szereplést vállalt, majd áttért következő érdeklődési körére, a festészetre. 1999-ben végleg felhagyott a filmezéssel, hogy minden idejét a festészetnek szentelhesse. Utolsó éveit feleségével a kaliforniai Cambriában töltötte.

## Magánélete és halála
1951-ben feleségül vette Thia Persoffot, akitől négy gyermeke született: Jeffrey, Dan, Perry és Dahlia. Felesége 2021-ben rákban halt meg.
2022. április 5-én, 102 éves korában szívelégtelenség következtében hunyt el a kaliforniai San Luis Obispo városában egy rehabilitációs intézményben.

## Filmográfia
- 2011 – Tony Curtis, Hollywood bálványa (Tony Curtis, Driven to Stardom) ... Önmaga
- 1999 – Egérmese 4. – Az éjjeli lény rejtélye (An American Tail: The Mystery of the Night Monster) (szinkronhang)
- 1998 – Egérmese 3. – A Manhattan sziget kincse (An American Tail III: The Treasure of Manhattan Island) (szinkronhang)
- 1995 – Chicago Hope kórház (TV Sorozat) ... Rabbi Ben Taubler
- 1993 – Esküdt ellenségek (TV Sorozat) ... David Steinmetz
- 1991 – Egérmese 2. – Egérkék a Vadnyugaton (An American Tail: Fievel Goes West) ... Papa Mousekowitz (szinkronhang)
- 1990 – Gyilkos sorok (TV Sorozat) ... Constantin Stavros
- 1990 – Star Trek: Az új nemzedék (TV Sorozat) ... Toff
- 1988 – Krisztus utolsó megkísértése (The Last Temptation of Christ) ... Rabbi
- 1988 – Ikrek (Twins) ... Mitchell Traven
- 1986 – Egérmese ... Papa Mousekewitz (szinkronhang)
- 1986 – Út a mennyországba (TV Sorozat) ... Deputy Premier Karpovich
- 1985 – Hotel (TV Sorozat) ... Nicholas Petrovsky
- 1983 – Yentl ... Mendel rabbi (Papa)
- 1982 – O'Hara felesége (O'Hara's Wife)
- 1980 – Fantasy Island (TV Sorozat) ... Andreas / Horst Von Stern
- 1979 – Csillagközi romboló (TV Sorozat) ... Eastern Alliance Leader
- 1978 – A farm, ahol élünk (TV Sorozat) ... Mr. Olaf Lundstrom
- 1977 – Charlie angyalai (TV Sorozat) ... Anton Metzger
- 1976 – Columbo – Szemfényvesztő (Columbo: Now You See Him) ... Jesse Jerome
- 1976 – Az elátkozottak utazása (Voyage of the Damned) ... Mr. Hauser
- 1975 – Ellery Queen (TV Sorozat) ... Dr. Mustafa Haddid
- 1975 – Psychic Killer ... Dr. Gubner
- 1973 – Dracula (TV Film) ... Dr. Van Helsing
- 1973 – Search (TV Sorozat) ... Emmett Brugman
- 1970 – Szomszédos emberek (The People Next Door)
- 1968-1972 – Disneyland (TV Sorozat) ... Artie Moreno / Captain Malcione
- 1968 – Mint a bagoly nappal (Il giorno della civetta)
- 1968 – Erő (The Power)
- 1966-1969 – Mission: Impossible (TV Sorozat) ... Igor Stravos / Phillipe Pereda / Prince Iben Kostas
- 1967 – Maya (TV Sorozat) ... Lansing
- 1966-1967 – I Spy (TV Sorozat) ... Roop / Coly Collisi
- 1965-1975 – Gunsmoke (TV Sorozat)
- 1965 – A világ legszebb története (The Greatest Story Ever Told) ...
- 1964 – A végzet egy vadász (Fate Is the Hunter)
- 1963 – A horog (The Hook) ... Van Ryn százados
- 1962 – King of Diamonds (TV Sorozat) ... Frank Goby
- 1961 – Buszmegálló (TV Sorozat) ... Dr. Emil Kroger
- 1961 – Jó fiú és rossz fiú (The Comancheros)
- 1961 – Thriller (TV Sorozat) ... Lt. Jim Wagner
- 1960 – The Witness (TV Sorozat) ... Charles Becker
- 1960 – Moment of Fear (TV Sorozat)
- 1960 – Startime (TV Sorozat) ... Prior Andry
- 1959 – A száműzött napja (Day of the Outlaw) ... Dan
- 1959 – Zöld paloták (Green Mansions) ... Don Panta
- 1959 – Al Capone ... Johnny Torrio
- 1959 – Van, aki forrón szereti (Some Like It Hot) ... kis Bonaparte
- 1959 – Még apróságot sem lop (Never Steal Anything Small)
- 1958 – A terméketlen földűek (The Badlanders)
- 1957 – Emberek a háborúban (Men in War) ... Lewis
- 1956 – A tévedés áldozata (The Wrong Man) ... Gene Conforti
- 1956 – Annál súlyosabb a bukásuk ... Leo
- 1954 – A rakparton (On the Waterfront) ... taxisofőr
- 1949 – Actor's Studio (TV Sorozat)
- 1948 – A meztelen város

## Fordítás
- Ez a szócikk részben vagy egészben  a   Nehemiah Persoff című angol Wikipédia-szócikk fordításán alapul.  Az eredeti cikk szerkesztőit annak laptörténete sorolja fel. Ez a jelzés csupán a megfogalmazás eredetét és a szerzői jogokat jelzi, nem szolgál a cikkben szereplő információk forrásmegjelöléseként.